# Alsóbogát
Alsóbogát (hongrois : Alsóbogát [ˈɒlʃoːboɡaːt]) est une localité hongroise située dans le comitat de Somogy. 

## Site et localisation

### Topographie et hydrographie
Alsóbogát est un village isolé (zsákfalu) situé dans les collines de Somogy et de Zselic, à environ 20 km au nord de Kaposvár.

## Histoire
Alsóbogát, autrefois appelé Bogát, était déjà habité à l'époque d'Árpád. Sa première mention écrite connue figure dans un registre établi entre 1083 et 1095 par le roi Ladislas Ier en faveur de l'abbaye bénédictine de Szentmárton.
En 1229, le village apparaît sous le nom de Bagat comme possession du chapitre de Székesfehérvár, avant d'être cédé en 1239 à l'abbaye de Szentmárton. Il est ensuite mentionné dans les registres de la dîme papale entre 1332 et 1337 sous les formes Vugath et Bugat, ce qui atteste de l'existence d'une église à cette époque. À partir de 1472, le village est partagé entre le chapitre de Székesfehérvár et l'abbaye de Szentmárton.
Sous l'occupation ottomane, en 1580, Alsóbogát est rattaché au sandjak de Koppány, comme l'indiquent les registres fiscaux turcs. En 1660, il devient une dépendance du château de Szigliget, selon les documents de l'époque. En 1726, les familles Lengyel et Mérey en sont propriétaires, avant qu'il ne devienne la possession exclusive de la famille Lengyel en 1733.
Plus tard, le village est divisé en deux parties : Alsóbogát revient à la famille Boronkay, puis au comte Miklós Festetics, qui y fait construire un château vers 1830. Celui-ci passe ensuite, au début du XXe siècle, à László Inkey Pallini. De son côté, Felsőbogát est transmis après la famille Lengyel au général Vrancsics, qui y fait édifier un château. Ce dernier appartient ensuite successivement au baron Sándor Puteány, aux familles Gludovácz et Inkey, avant de devenir en 1856 la propriété du comte Károly Zichy.
Des vestiges archéologiques datant de l'époque romaine ont été découverts dans les environs du village.
Avant la transition démocratique de la Hongrie, Alsóbogát était administrativement rattaché à la commune d'edde. En 1994, elle obtient son autonomie et devient une commune indépendante.

## Population

### Tendances démographiques
| 2001 | 2002 | 2003 | 2004 | 2005 | 2006 | 2007 | 2008 | 2009 |
| ---- | ---- | ---- | ---- | ---- | ---- | ---- | ---- | ---- |
| 296  | 301  | 300  | 301  | 299  | 290  | 284  | 270  | 273  |

### Minorités culturelles et religieuses
Selon le recensement de 2011, la population d'Alsóbogát était majoritairement magyarophone (95,2 %), avec une présence de Roms (8,8 %), d'Allemands (0,8 %), de Grecs (0,8 %), de Croates (0,4 %) et de Slovaques (0,4 %). environ 3,2 % des habitants n'ont pas déclaré leur appartenance ethnique. en raison des identités multiples, la somme des pourcentages dépasse 100 %.
La répartition religieuse en 2011 était la suivante : 73,2 % de catholiques romains, 2,4 % de réformés, 0,4 % de luthériens, 0,8 % de catholiques grecs, tandis que 13,6 % se déclaraient sans confession et 7,2 % n'ont pas répondu.
en 2022, 89,1 % des habitants se déclaraient Hongrois, 4,1 % Roms, 1,8 % Allemands et 2,7 % appartenaient à d'autres nationalités étrangères. 8,1 % n'ont pas souhaité préciser leur identité.
Concernant l'appartenance religieuse en 2022, 48,4 % se déclaraient catholiques romains, 2,3 % réformés, 0,5 % luthériens, 1,4 % autres catholiques, 14,9 % sans confession, tandis que 32,6 % n'ont pas répondu à cette question.

## Équipements

### Réseaux extra-urbains
Alsóbogát est accessible via la route Kaposvár–Fonyód, depuis laquelle un embranchement de 4 km mène à Alsóbogát à partir de Somogyjád, où cette route porte le nom de Bogáti út dans la traversée du village.
Les localités voisines sont Somogygeszti, située à 2,8 km, edde à 2,4 km, Várda à 5,3 km et Magyaregres à 11,2 km. Ces villages ne sont reliés à Alsóbogát que par des chemins de terre.
Le village n'est pas desservi par le chemin de fer. La gare la plus proche se trouve à 6 km d'Alsóbogát, dans la localité de Somogyjád.

## Patrimoine urbain
Alsóbogát abrite deux châteaux d'intérêt historique. Le château Festetics, également appelé Nagykastély, est un édifice de style classique construit au milieu du XIXe siècle. Plus ancien, le château Festetics–Inkey, ou Kiskastély, date du XVIIIe siècle.

## Personnalités liées à la localité
Parmi les figures notables originaires d'Alsóbogát, on compte Szilárd  Joáchimstadt (1803-1871), pasteur, et László Kalmár (1905-1976), mathématicien reconnu pour ses contributions à la logique mathématique et à l'informatique théorique.